# Meleg-Szamos
A Meleg-Szamos (románul Someșul Cald) a Szamos egyik fölső ága. A folyó Bihar és Kolozs megyén halad át.

## Földrajza
A Pádis-fennsík a Bihar-hegység alacsonyabb és fiatalabb időszakából való északi része, mely nagyrészt mészkőből, homokkőből és palából épült fel. Felszíni vízfolyása kevés van, s az is többnyire időszakos és csekély vízhozamú. A legtöbb víznyelőkben tűnik el, s búvópatakként folytatja útját a föld alatt, majd karsztforrásként tör elő néhány kilométerrel arrébb.
Itt, a Pádis-fennsíkon, Bihar-hegység keleti lejtőjén, a Vlegyásza déli oldalán, az Aragyásza és a Feredő patak összefolyásából jön létre a Meleg-Szamos, és itt kezdődik a Meleg-Szamos szorosa is, mely rész egyúttal a folyó legfestőibb szakasza, ahol 100 méteres sziklafalak közt folyik egy szűk völgyben. A folyó forrásvidékét Czárán Gyula tárta fel, és ő adta a tájnak a Szamos-bazár (Cheile Someșului Cald) nevet is. A Szamos-bazár a Pádis-karsztvidék egy kicsiny része, a Meleg-Szamos forrásánál található sziklafalak, sziklatornyok, vízesések, barlangok látványos együttese. Az itt található; egymást követő sok szép karsztjelenségről kapta a „bazár” elnevezést.
A folyó végén a Gyalui-havasokban eredő Hideg-Szamossal egyesül, és innentől Kis-Szamos néven fut tovább, és Désnél ömlik a Nagy-Szamosba, innen aztán Szamos néven folytatja útját a Tisza felé.

## Víztározók
A folyón több víztározó és erőmű létesült.
- Bélesi-víztározó (Bélesi-víztározó, Bélesi-tó, Jósikafalvai víztározó, Lacul Fântânele)
- Tárnicai víztározó (Tárnicai-tó, Lacul Tarnița) 6,5 km hosszú
- Melegszamosi víztározó (Melegszamosi-tó, Lacul Someșul Cald) 3 km hosszú
- Gyalui víztározó (Gyalui-tó, Lacul Gilău)

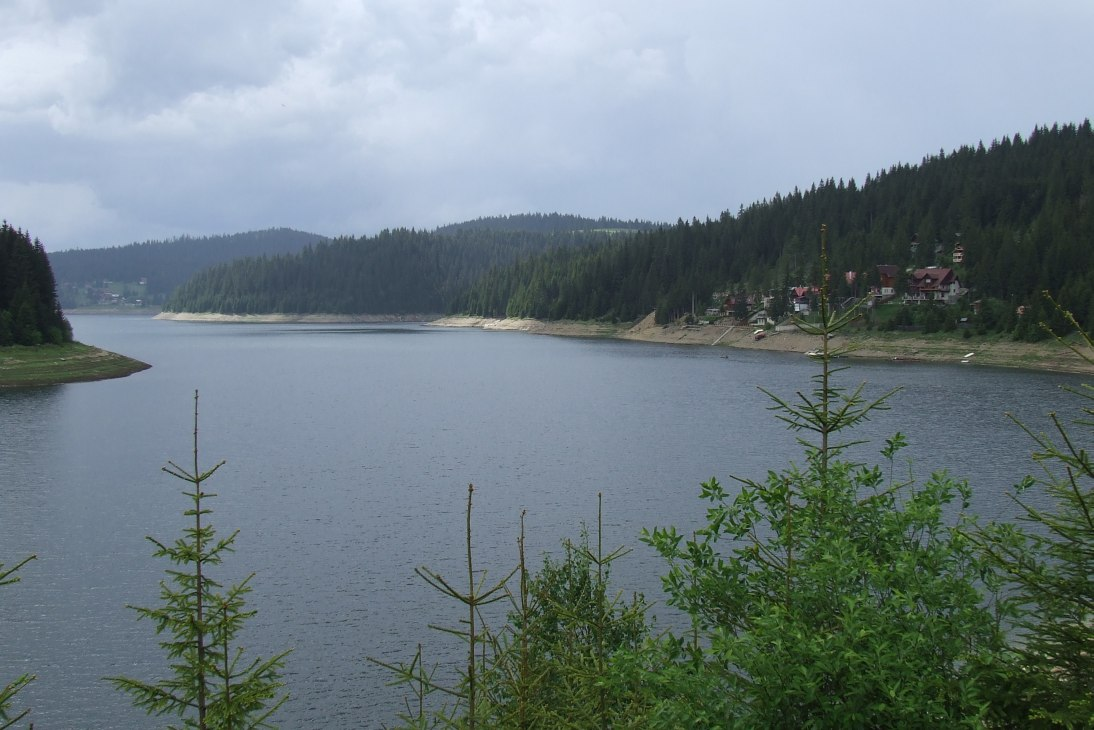
A Jósikafalvi víztározó
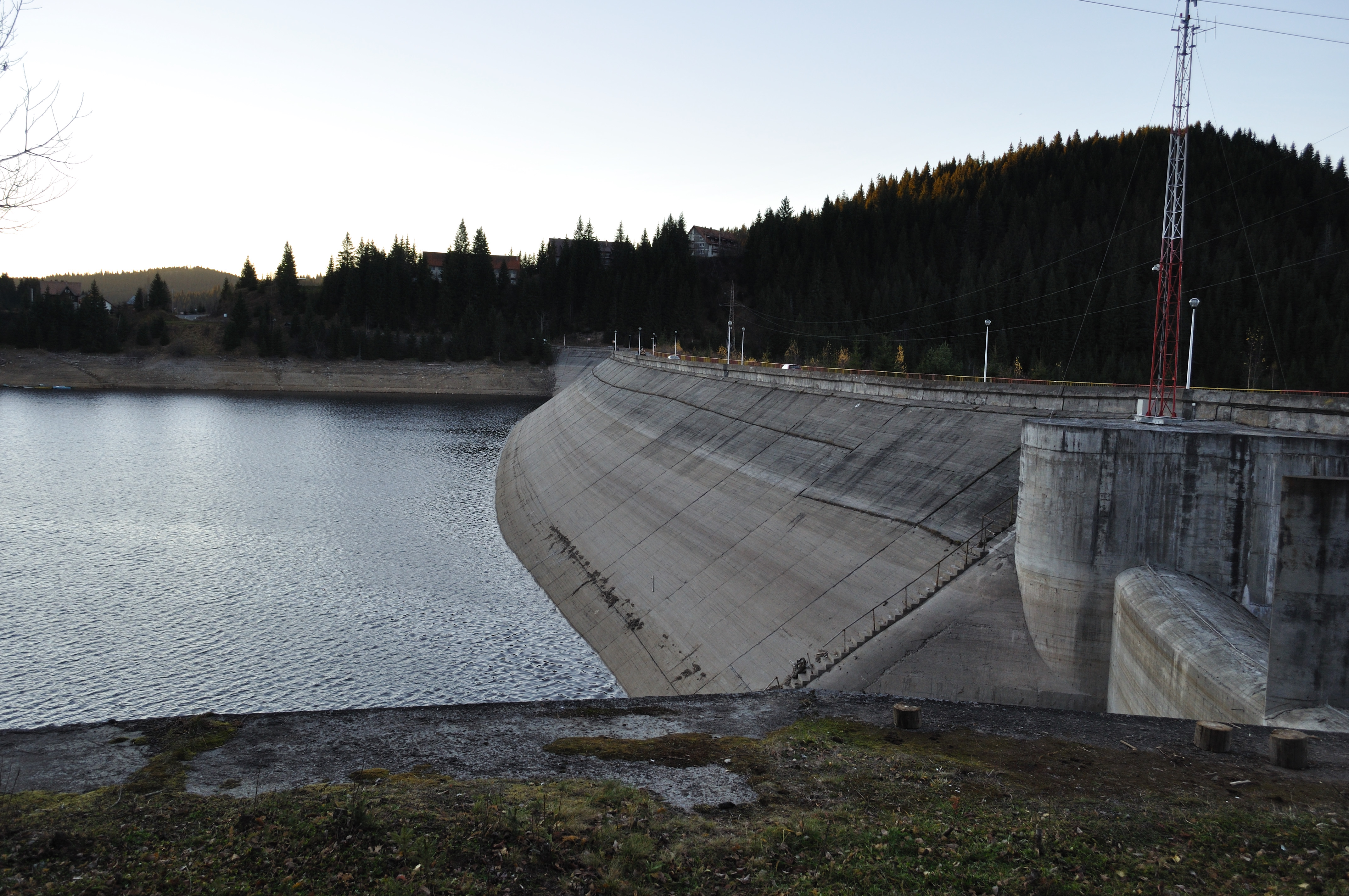
A Jósikafalvi víztározó gátja
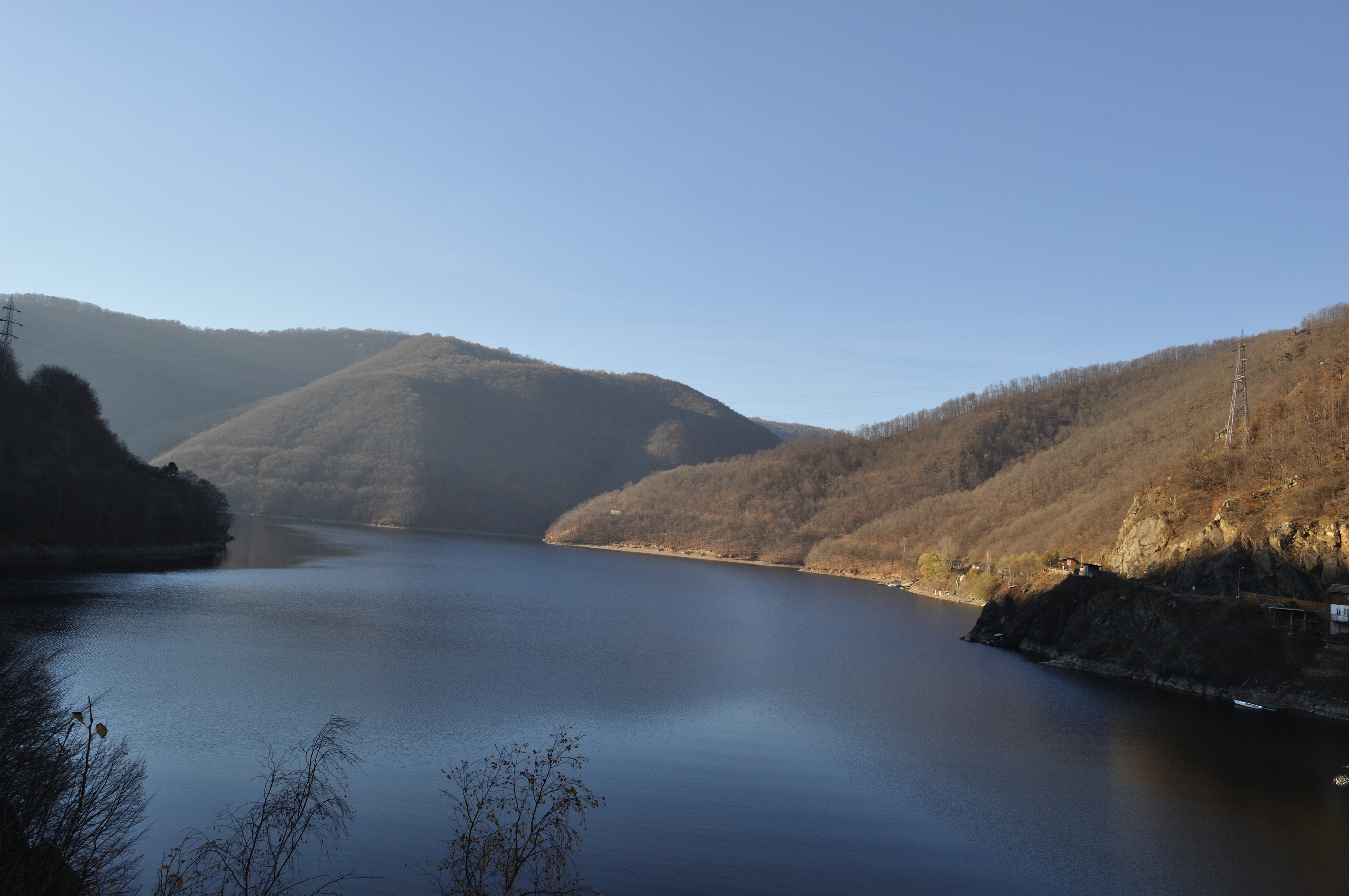
A Tárnicai víztározó
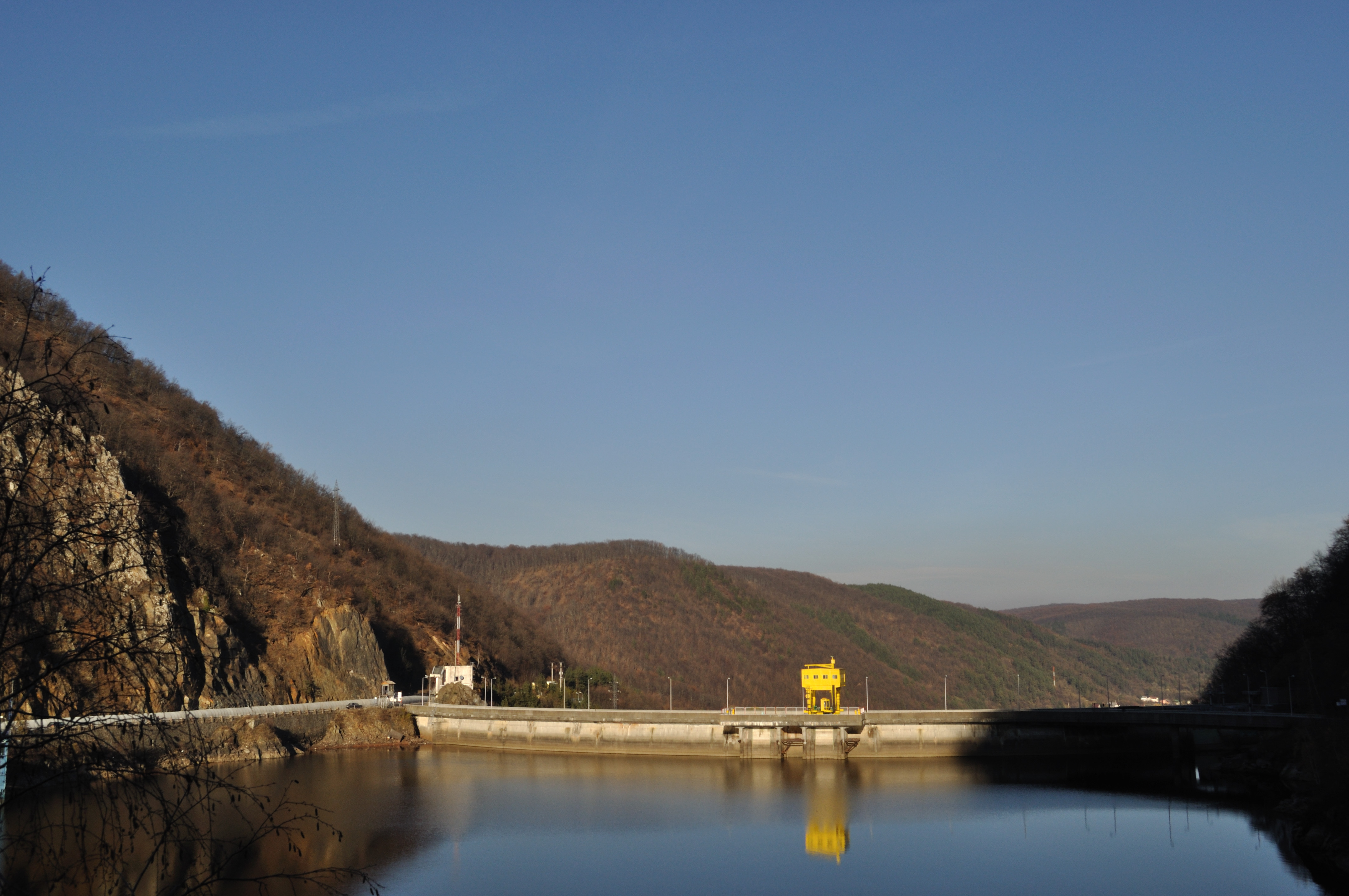
A Tárnicai víztározó gátja
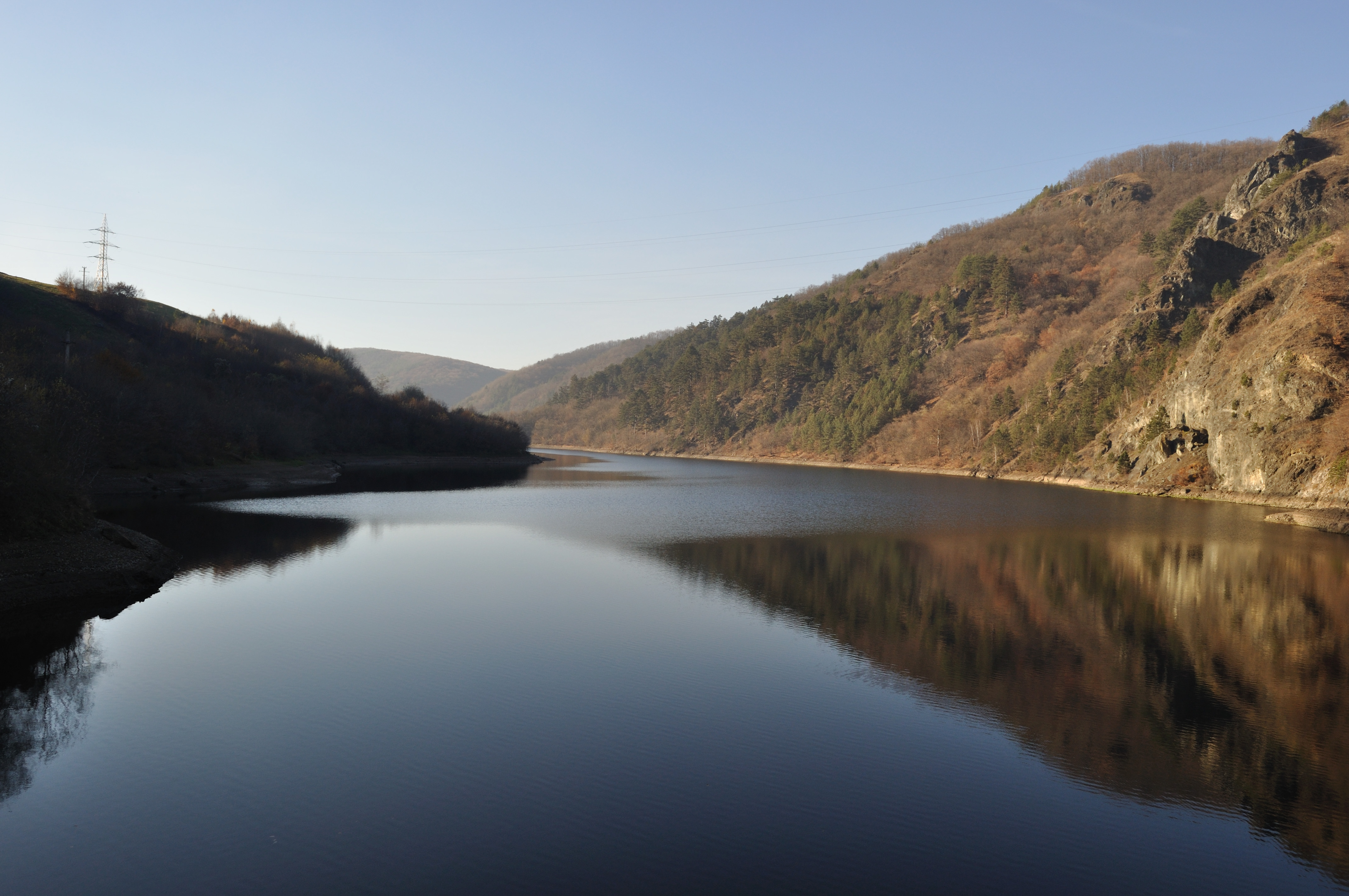
A Melegszamosi víztározó
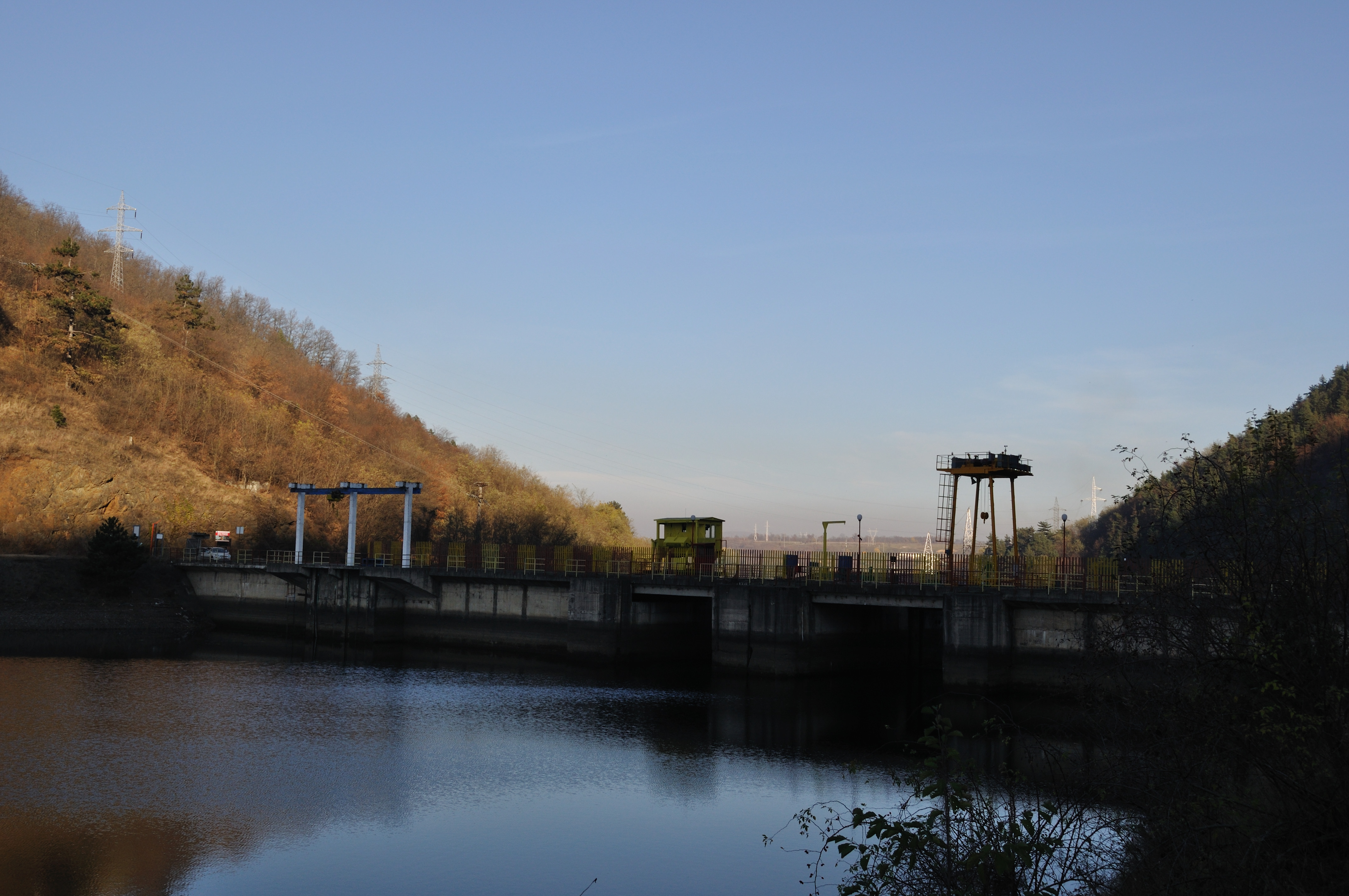
A Melegszamosi víztározó gátja

## Települések a folyó mentén
- Doda Pilii
- Smida
- Felsőgyurkuca (Giurcuța de Sus)
- Kerekhegy (Dealu Botii)
- Balktelep (Bălcești)
- Jósikafalva (Beliș)
- Havasnagyfalu (Mărișel)
- Bánffytelep (Dealu Negru)
- Dealu Mare
- Felsőszamos (Lăpuștești)
- Melegszamos (Someșu Cald)

## Lásd még
- Nyugati Szigethegység Természetvédelmi Terület

## Külső hivatkozások
- Amerre a vízkeletek fakadnak
- Képek a Tárnicai-víztározóról